# Isla Dominicos
Isla Dominicos o Isla de los Dominicos (en alemán: Dominikanerinsel o Konstanzer Insel) es una isla en el Lago de Constanza inmediatamente al este de la ciudad de Constanza. Con una superficie de 1,8 hectáreas, es una de las islas más pequeñas en el lago. La isla está separada del centro de la ciudad por un canal de seis metros de ancho, y conectado a él por un puente. La isla está dominada por el hotel Steigenberger, que está situado en el antiguo convento de los dominicos, una antigua orden religiosa católica.